# Explosion de Leverkusen
L'explosion de Leverkusen est une explosion survenue dans un parc industriel d'usines chimiques à Leverkusen, dans la Rhénanie-du-Nord-Westphalie, en Allemagne, le 27 juillet 2021 à 9 h 40, heure locale, envoyant un nuage de fumée au-dessus de la ville.

## Explosion
La ville de Leverkusen a indiqué dans un communiqué que l'explosion s'était produite dans des réservoirs de stockage de solvants. Les pompiers de Cologne ont déclaré que les mesures de la pollution de l'air ne montraient aucune anomalie, que la fumée avait diminué et qu'ils continueraient à mesurer l'air pour les toxines.

## Victimes
Un employé du parc industriel ainsi qu'une autre personne ont été tués et 31 autres ont été blessés, dont 4 grièvement, tandis que 5 personnes ont été portées disparues,,